# Refriega de Maracaná
La refriega de Maracaná o combate de Maracaná fue una escaramuza o choque de patrullas que tuvo lugar el 6 de enero de 1811, cuando una compañía de la expedición militar de la junta de Buenos Aires al Paraguay encontró en el bosque de Maracaná a una partida de exploración de la provincia del Paraguay. Luego de un fugaz intercambio de disparos entre ambas fuerzas, que no produjo ninguna baja, la patrulla de observación paraguaya abandonó el lugar. Las fuerzas de Manuel Belgrano capturaron dos prisioneros. Uno de ellos fue fusilado por ser español y estar armado, obedeciendo instrucciones de la junta de Buenos Aires para esos casos. Esta escaramuza no fue mencionada por la historiografía paraguaya.

## Antecedente
La vanguardia del ejército de Belgrano al mando del mayor general José Ildefonso Machain inició desde Itapúa el avance hacia Asunción el 25 de diciembre de 1810, siguiéndolo Belgrano unos días después con el resto del ejército.

## Oficio de Belgrano a la junta de Buenos Aires
El único documento histórico que relata esta escaramuza es el oficio de Manuel Belgrano a la junta de Buenos Aires del 7 de enero de 1811, fechado en el campamento de Capibebé, paraje a 12 km al sur del paso del río Tebicuary. En ese oficio Belgrano informa que dos días antes, el 5 de enero, el mayor general Machain había cruzado, sin oposición alguna, el importante río Tebicuary. Ese mismo día 5, por la tarde, Belgrano había llegado a la Tranquera de San Patricio, paraje ubicado a dos días de marcha (unos 50 km) al sur del citado río. Allí recibió la información de que una patrulla paraguaya había incursionado en el pueblo misionero de Santiago, ubicado en su retaguardia a 20 km al sur. Esa patrulla había ingresado al pueblo llevándose detenido al subdelegado y mayordomo del lugar por haber publicado su proclama. Esa misma tarde salió el capitán Gregorio Ignacio Perdriel y el paraguayo José Espínola, edecán de Belgrano, con una compañía montada del regimiento de Patricios para localizar a esas fuerzas.

## La escaramuza

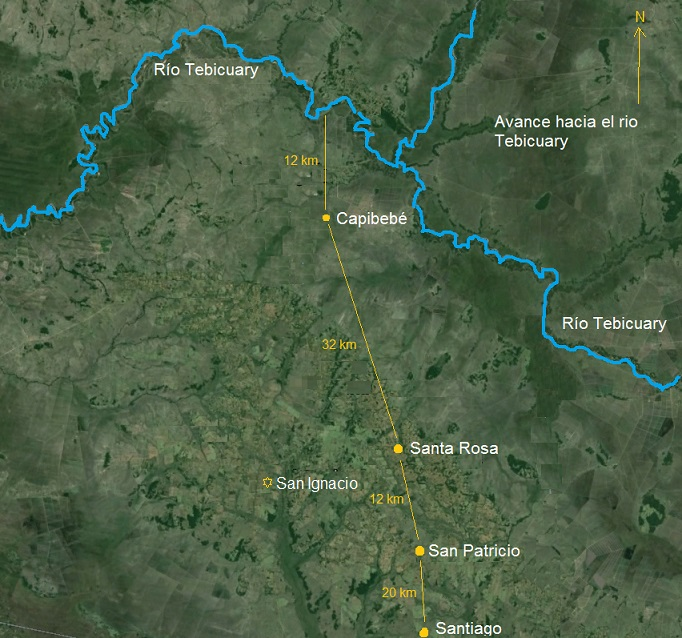
Teatro de operaciones zona del río Tebicuary.

Según el informe que envió Perdriel a su jefe, la patrulla marchó toda la noche recorriendo una distancia que Belgrano estimó entre 9 y 10 leguas (36 y 40 km) y se encontró al amanecer del día 6 con la patrulla paraguaya en el monte de Maracaná, junto a un arroyo. La patrulla paraguaya, al mando de Blas José de Rojas (Roxas), sabiendo que era perseguida, estaba emboscada en ese lugar por lo que las fuerzas de Perdriel se vieron obligadas a desmontarse de los caballos y penetrar en el bosque que bordeaba el arroyo para atacarla. Ante esta circunstancia la patrulla paraguaya hizo una sola descarga y como ocurre con toda partida de observación que es localizada, se retiró rápidamente del lugar.

[...] Descubiertos por las avanzadas, según me avisa Perdriel, hizo echar pie á tierra, y los atacó; pero los insurgentes se contentaron con hacer su descarga bíen cubiertos; y viendo el denuedo patricio, que contestó avanzando por el monte y arroyo, huyeron precipitadamente, siendo el Comandante Roxas él primero que fugó, llevándose á Rivera, hombre setentón; solo cayeron en manos de los nuestros un miñón, á quien se le encontró con pistola y sable, y á consecuencia de la orden de V. E. se pasó por las armas, y un paraguay [sic] que me traen prisionero, de nuestra parte no ha habido pérdida alguna [...].
Belgrano a la Junta en (Instituto Belgraniano Central, 1982, p. 389, tomo III, Vol.1)

Perdriel no pudo continuar la persecución por la fatiga de sus caballos. No se registraron bajas en ninguno de los dos bandos. 
En esta operación fueron capturados dos prisioneros: un "paraguayo" que Belgrano no aclaró si era civil o militar pero que Perdriel especificó después que era un soldado de esa partida; y un "miñón", o sea un soldado de tropa ligera, armado con sable y pistola que, según Perdriel, fue capturado antes del encuentro con la patrulla paraguaya, proveniente de "los buques que andaban por aquellas costas". Siguiendo las instrucciones de la junta de Buenos Aires para el tratamiento de prisioneros, Perdriel procedió al fusilamiento del miñón por ser español y estar armado. 
En marzo de 1811, después de la capitulación en Tacuarí y a punto de iniciar el retorno desde Candelaria hacia la Banda Oriental, Belgrano consideró el error político que se había cometido al haber dado muerte al miñón y "otra [muerte más] que los soldados hicieron en Paraguay a otro que ya estaba prisionero". Este segundo caso no fue mencionado por la historiografía argentina. Por su parte Perdriel, contradiciendo el oficio de Belgrano y quizás para favorecerlo, en su declaración realizada durante el juicio 5 meses después, justificó el fallecimiento del "miñon" diciendo que, pese al guardia que lo custodiaba, fue muerto cuando intentó apoderarse de un arma durante la acción de Maracaná.

## La escaramuza de Maracaná en la historiografía argentina
Teniendo en cuenta que todo este suceso tiene como única fuente primaria el oficio de Belgrano a la junta de Buenos Aires, la historiografía argentina construyó sobre esa base una serie de relatos dándole mayor importancia militar de la que tenía. El propio Belgrano lo omitió en sus Memorias y Mitre, en su Historia de Belgrano, al comentar otra escaramuza parecida, habla de "triunfos parciales [que] exageraba Belgrano". Los diferentes relatos, a su vez, no siempre fueron consistentes con la fuente original:
- Belgrano [Mario] (1944, p=94). Dice que Perdriel tenía 100 hombres aunque el propio Perdriel afirma haber sido destinado con 70 hombres.[8] Fecha el encuentro el día 6 y la fuga de la fuerza paraguaya emboscada en el monte Maracaná. Menciona los dos prisioneros y el fusilamiento de uno de ellos.[2]

- Camogli (2006, p=152). Dice que Belgrano cruzó el río Tebicuary el día 5 y que luego envió a Perdriel a atacar una columna de 100 paraguayos liderada por Rojas. Fecha el encuentro el día 6. No menciona el fusilamiento de uno de los dos prisioneros. Al cometer el error en la fecha del cruce (el día 5 Belgrano estaba a más de 50 km al sur del Tebicuary) hace que el lugar desde donde partió Perdriel tampoco sea exacto.[9]

- Cuello (1954, p=130). Solo menciona que Perdriel al mando de 100 "valientes Patricios" dispersó a fuerzas "emboscadas" en el monte Maracaná.[10]

- García y Mellid (1963, p=135). Divide el encuentro en dos etapas, un "pequeño combate, indeciso" el día 6 en Maracaná y un "choque" el día 7, en Tebicuary, entre Perdriel y Rojas.[11]

- Mitre (1859 p=285/6 vol. 1). Define el encuentro como "refriega" entre la compañía de Perdriel y un destacamento paraguayo y que estos después de hacer una descarga se dispersaron dejando dos prisioneros y "algunas" armas. Menciona el fusilamiento como una "ejecución bárbara" y "única mancha" en la campaña omitiendo la existencia de otro fusilamiento similar mencionado por el propio Belgrano. Significativamente no menciona la fecha, solo dice "antes de emprender el paso del Tebicuary".[12]

- Muñoz (1995, p=33). Asume que la retirada de la "subunidad paraguaya" de 100 hombres era hacia el norte con unas horas de ventaja. Sin embargo afirma que Perdriel la alcanzó el día 7 a las seis de la mañana, un día después de lo que afirma Belgrano, y que las fuerzas enemigas estaban "descansando" en lugar de estar emboscadas. Ante el "ataque" de Perdriel las fuerzas de Rojas respondieron y se "desprendieron" y "replegaron". Menciona la captura de dos prisioneros y armamento. No menciona ningún fusilamiento.[13]
- Ornstein (1941, p=199). Fecha el "encuentro" de Maracaná un día después, el día 7. Dice que los paraguayos al mando de Rojas (según declararon los prisioneros) hicieron una descarga y se replegaron. Menciona la captura de "algunas armas" y dos prisioneros. No menciona el fusilamiento.[14]

- Revista del Círculo militar, volumen 17, números 192-199 del año 1917. En la lista de "combates" librados "persiguiendo los ideales de la gloriosa epopeya" se detalla: "d) Combate de Maracaná el 6 de enero de 1811 ganado por Perdriel". En este caso se equipara en importancia esta escaramuza con el combate de Paraguarí que figura en la lista como punto siguiente.

- Ruiz Moreno (2005, p=85). Fecha el "ataque" el día 6. Se refiere a una fuerza enemiga de 100 hombres "emboscados", la fuga de los mismos y la captura de un miñón y su fusilamiento. Aclara que no hubo más fusilamientos en el resto de la campaña.[15]

- Sánchez (1906, p=14, Vol. 1) Fecha el "combate" el día 6. Las fuerzas de Rosas (sic) de 100 hombres hacen una descarga y huyen precipitadamente ante el avance y fuego de las fuerzas de Perdriel.[16]

- Scunio (1967, p=65) Ubica la acción cerca de donde Belgrano pensaba cruzar el Tebicuary. Dice que Perdriel, yendo a la vanguardia, "tropezó" con un destacamento paraguayo superior que se "desbandó" abandonando armas.  Menciona dos prisioneros y el fusilamiento de uno de ellos por ser español y estar armado.[17]

- Todo es Historia, números 486-491, p=32. Define lo ocurrido en Macaraná como "escaramuza" en la que Perdriel y Espínola ponen en fuga a los paraguayos. Se menciona los dos prisioneros y el fusilamiento mencionando la opinión de Mitre que "explica" el hecho pero no lo "disculpa".

- Vitón (1959, p=95) No pone fecha de la "batalla o combate", solo el año,  en la que una compañía de Patricios "baten" a una partida de realistas y paraguayos "de esta tendencia". Dice que estos estaban "atrincherados" en el bosque Maracaná. Se toma "gran cantidad de armas y dos prisioneros. Menciona el fusilamiento de uno de ellos.[18]

- Zago (1995, p=49). El "ataque" se produce el día 7. Las fuerzas de Rojas estaban "descansando" en la "margen opuesta" (sic) de un curso de agua y luego de "responder" al fuego se "desprendieron y replegaron". Menciona la captura de armamento y dos prisioneros. No menciona el fusilamiento.[19]

Como puede observarse no existe acuerdo en el tipo de combate, en la situación en que se encontraba la patrulla paraguaya, el número de fuerzas comprometidas, las armas capturadas ni el día de ocurrencia. Existe discrepancia en cuanto al lugar desde donde partió Perdriel, a la ubicación del bosque de Maracaná, topónimo actualmente desconocido en la zona y, por consiguiente, el lugar donde se produjo el encuentro. El propio Perdriel, en su declaración, no menciona el nombre del lugar. Muchos omiten la muerte del prisionero capturado, ya sea por fusilamiento o por querer escapar. También algunos autores confunden esta escaramuza con otra que estuvo al mando de Ramón Espínola, que fue decapitado después en la batalla de Paraguarí, mientras que en esta participó su hermano José Espínola .
No se menciona que la patrulla paraguaya apareció en un pueblo ubicado en la retaguardia de Belgrano y que Perdriel tardó unas 10 horas en alcanzarla y que luego le demandaría 36 horas en volver a unirse con la fuerza principal lo que implica que la persecución, que significativamente Belgrano la calificó como "paseo", lo alejó del objetivo principal, es decir, del paso del río Tebicuary. Al momento de escribirse el oficio el día 7, Perdriel aún no había vuelto de su misión y Belgrano estimó que recién llegaría al Tebicuary, para unirse a él, durante la noche del mencionado día.